# 1191 Alfaterna
Alfaterna este asteroidul numărul 1191. A fost descoperit de astronomul Luigi Volta de la obsevatorul astronomic din Pino Torinese (Italia), în 11 februarie 1931. Numele provizoriu al asteroidului a fost 1931 CA.

## Caracteristici
Asteroidul prezintă o orbită caracterizată de o semiaxă majoră egală cu 2,8906488 u.a. și de o excentricitate de 0,0508841, înclinată cu 18,47706° în raport cu ecliptica.

## Denumirea asteroidului
Denumirea Alfaterna face referire la orașul antic Nuceria Alfaterna, situat între actualele Nocera Superiore și Nocera Inferiore.